# コロンバス・ソロンズ
コロンバス・ソロンズ（Columbus Solons）は、1889年から1891年にかけて、オハイオ州コロンバスを本拠地としてアメリカン・アソシエーションに加盟していたプロ野球チーム。

## 球団史
1889年のアメリカン・アソシエーションの参加球団拡張にあわせて設立された。1年目はブルックリンから移籍したデーブ・オルが攻撃の要となったが投手陣が安定せず、シカゴから移籍したマーク・ボールドウィンがリーグ最多の63試合に登板してリーグ最多奪三振を記録する一方、敗戦、暴投、与四球、自責点などいずれの部門でもリーグ最多を記録した。
2年目の1890年、チームはプレイヤーズ・リーグ創設の混乱の中で勝ち星を伸ばす。前年活躍したデーブ・オルはプレイヤーズ・リーグに移ってしまったが、攻撃陣ではこの年デビューしたスパッド・ジョンソンがリーグ最多の113打点、ジム・マクタマニーが140得点を挙げる活躍をし、投手ではハンク・ガストライトが30勝を記録するなど、チームはリーグ2位まで躍進した。
しかし翌1891年、プレイヤーズ・リーグの選手達が戻ってくるとチームの勝ち星は伸び悩み、運営も苦しくなったためか同年7月以降選手を次々と放出するようになっていった。結局この年は6位に終わり、シーズン終了後にリーグ解体にあわせて球団も解散した。

## 戦績
| 年度   | リーグ | 試合 | 勝利 | 敗戦 | 勝率 | 順位 | 監督                                                     | 本拠地             |
| ------ | ------ | ---- | ---- | ---- | ---- | ---- | -------------------------------------------------------- | ------------------ |
| 1889年 | AA     | 140  | 60   | 78   | .435 | 6位  | アル・バッケンバーガー                                   | Recreation Park II |
| 1890年 | AA     | 140  | 79   | 55   | .590 | 2位  | アル・バッケンバーガー パット・サリバン ガス・シュメルツ | Recreation Park II |
| 1891年 | AA     | 138  | 61   | 76   | .445 | 6位  | ガス・シュメルツ                                         | Recreation Park II |

## 所属した主な選手
- ハンク・ガストライト：通算72勝63敗。1890年に30勝14敗の成績を挙げた。
- マーク・ボールドウィン：投手。1889年にリーグ最多奪三振。
- ジム・マクタマニー：外野手。1890年にリーグ最多得点を記録。
- スパッド・ジョンソン：外野手。1890年に打率.346、リーグ最多の113打点を挙げた。
- デーブ・オル：一塁手。1889年に打率.327を記録した。

## 主な球団記録
打撃記録
- 通算安打数：342（ジム・マクタマニー）
- 通算本塁打：10（チャーリー・ダフィー）
- 通算打点数：192（スパッド・ジョンソン）
- 通算得点数：312（ジム・マクタマニー）
- 通算盗塁数：117（ジャック・クルックス）

投手記録
- 通算勝利数：52（ハンク・ガストライト）
- 通算奪三振：423（ハンク・ガストライト）